# Bestuursrecht (België)
Het bestuursrecht of administratief recht is het geheel van rechtsregels omtrent de organisatie, de bevoegdheden en de werking van de uitvoerende macht.